# Salman Khan
Salman Khan, właśc. Abdul Rashid Salim Salman Khan (hindi: सलमान ख़ान, ur. 27 grudnia 1965 w Indore w stanie Madhya Pradesh) – indyjski aktor filmowy. Z wyznania – muzułmanin.
Najstarszy syn scenarzysty Salima Khana i Salmy Khan (Sushila Charak) ma dwóch braci: Arbaaz Khan i Sohail Khan oraz dwie siostry Alwirę i Arpitę.
Jest jedną z najbardziej wpływowych osób w Bollywood (jednym z trzech najważniejszych Khanów w indyjskim przemyśle filmowym – dwaj pozostali to Shah Rukh Khan i Aamir Khan).
Jedna z największych gwiad Bollywoodu, zadebiutował w filmie Biwi Ho To Aisi (1988), zagrał w kiludziesięciu filmach między innymi w takich jak, Maine Pyar Kiya, Coś się dzieje (reż. Karan Johar), Andaz Apna Apna, napisał scenariusz do filmu Veer, prowadził teleturnieje 10 Ka Dum i Bigg Boss 4, jest producentem Chillar Party.
Ma opinię złego chłopca Bollywood – skazany na rok więzienia za polowanie na zwierzęta pod ochroną; prowadząc po pijanemu samochód spowodował wypadek, w którym jedna osoba zginęła.
Wieczny kawaler związany kolejno z Sangeeta Bijlani, Somy Ali, Aishwarya Rai (oskarżyła go o zmuszanie jej do udziału w imprezach, za którymi stała bombajska mafia – w tej jednak sprawie sąd uznał przedstawione jako dowód nagranie rozmowy telefonicznej za fałszywe) i Katrina Kaif.
Magazyn People w 2004 umieścił do na 7 miejscu jako najlepiej wyglądającego mężczyznę na świecie i na 1 miejscu w Indiach.
W 2007 otrzymał National Award – Nagrodę Narodową „Rajiv Gandhi Award” za osiągnięcia w dziedzinie rozrywki.
W styczniu 2008 w Muzeum Figur Woskowych Madame Tussaud w Londynie stanęła jego figura woskowa (czwarty indyjski aktor).
Salman jest zadeklarowanym kulturystą, trenuje codziennie. Jego pasją jest malarstwo. Często angażuje się w akcje charytatywne, oddaje krew, odwiedza w szpitalach chore dzieci. W 2007 roku założył fundację Being Human Foundation, która pomaga w takich dziedzinach jak edukacja i opieka zdrowotna. Bharat: Salman Khan’s ‘Slow Motion Challenge’ given to Fans, 5 people will get a chance to meet Bhaijaan

## Filmografia
| Rok  | Film                                              | Rola                                          | Nagrody |
| ---- | ------------------------------------------------- | --------------------------------------------- | --- |
| 1988 | Biwi Ho To Aisi                                   | Vicky Bhandari                                | |
| 1989 | Maine Pyar Kiya                                   | Prem Choudhary                                | Nagroda Filmfare za Najlepszy Debiut i nominacja do Nagrody Filmfare dla Najlepszego Aktora (dubbing w telugu)                     |
| 1990 | Baaghi: A Rebel for Love                          | Saajan Sood                                   | |
| 1991 | Sanam Bewafa                                      | Salman Khan                                   | |
| 1991 | Patthar Ke Phool                                  | inspektor Suraj                               | |
| 1991 | Kurbaan                                           | Akash Singh                                   | |
| 1991 | Love                                              | Prithvi                                       | |
| 1991 | Saajan                                            | Akash Varma                                   | |
| 1992 | Suryavanshi                                       | Vicky/Suryavanshi Vikram Singh                | |
| 1992 | Ek Ladka Ek Ladki                                 | Raja                                          | |
| 1992 | Jaagruti                                          | Jugnu                                         | |
| 1992 | Nishchaiy                                         | Rohan Yadav/Vasudev Gujral                    | |
| 1993 | Chandra Mukhi                                     | Raja Rai                                      | |
| 1993 | Dil Tera Aashiq                                   | Vijay                                         | |
| 1994 | Andaz Apna Apna                                   | Prem Bhopali                                  | |
| 1994 | Hum Aapke Hain Koun...!                           | Prem                                          | (dubbing w telugu) |
| 1994 | Chaand Kaa Tukdaa                                 | Shyam Malhotra                                | |
| 1994 | Sangdil Sanam                                     | Kishan                                        | |
| 1995 | Karan Arjun                                       | Karan Singh/Ajay                              | nominacja do Nagrody Filmfare dla Najlepszego Aktora                                                                               |
| 1995 | Veergati                                          | Ajay                                          | |
| 1996 | Yeh Majhdhaar                                     | Gopal                                         | |
| 1996 | Khamoshi: The Musical                             | Raj                                           | |
| 1996 | Jeet                                              | Raju                                          | nominacja do Nagrody Filmfare dla Najlepszego Aktora                                                                               |
| 1996 | Dushman Duniya Ka                                 |                                               | gościnnie |
| 1997 | Judwaa                                            | Raja/Prem Malhotra                            | |
| 1997 | Auzaar                                            | Suraj Prakash                                 | |
| 1997 | Dus                                               | Captain Jeet Sharma                           | niedokończony film |
| 1997 | Deewana Mastana                                   | Prem Kumar                                    | gościnnie |
| 1998 | Pyaar Kiya To Darna Kya                           | Suraj Khanna                                  | nominacja do Nagrody Filmfare dla Najlepszego Aktora                                                                               |
| 1998 | Jab Pyaar Kisise Hota Hai                         | Suraj Dhanrajgir                              | |
| 1998 | Sar Utha Ke Jiyo                                  |                                               | gościnnie |
| 1998 | Bandhan                                           | Raju                                          | |
| 1998 | Coś się dzieje                                    | Aman Mehra                                    | Nagroda Filmfare dla Najlepszego Aktora Drugoplanowego gościnnie                                                                   |
| 1999 | Jaanam Samjha Karo                                | Rahul                                         | |
| 1999 | Biwi No.1                                         | Prem                                          | nominacja do Nagrody Filmfare dla Najlepszego Aktora Komediowego                                                                   |
| 1999 | Sirf Tum                                          | Prem                                          | gościnnie |
| 1999 | Prosto z serca                                    | Sameer Rafillini                              | nominacja do Nagrody Filmfare dla Najlepszego Aktora                                                                               |
| 1999 | Hello Brother                                     | Hero                                          | |
| 1999 | Wszyscy razem                                     | Prem                                          | |
| 2000 | Dulhan Hum Le Jayenge                             | Raja Oberoi                                   | |
| 2000 | Chal Mere Bhai                                    | Prem Oberoi                                   | |
| 2000 | Har Dil Jo Pyaar Karega                           | Raj/Romi                                      | |
| 2000 | Kroki w chmurach                                  |                                               | gościnnie |
| 2000 | Kahin Pyaar Na Ho Jaaye                           | Prem Kapoor                                   | |
| 2001 | Po cichu i w sekrecie                             | Raj Malhotra                                  | |
| 2002 | Nigdy cię nie zapomnę                             | Veer Singh Thakur/Ali                         | |
| 2002 | Należę do ciebie, kochanie                        | Suraj                                         | |
| 2002 | Yeh Hai Jalwa                                     | Raj ‘Raju’ Saxena/Raj Mittal                  | |
| 2003 | Love at Times Square                              |                                               | gościnnie (piosenka) |
| 2003 | Stumped                                           |                                               | gościnnie (piosenka) |
| 2003 | Dla ciebie wszystko                               | Radhe Mohan                                   | nominacja do Nagrody Filmfare dla Najlepszego Aktora, nominacja do Nagrody Zee Cine dla Najlepszego Aktora                         |
| 2003 | Ogrodnik                                          | Alok Raj                                      | nominacja do Nagrody Filmfare dla Najlepszego Aktora Drugoplanowego gościnnie                                                      |
| 2004 | Garv: Pride and Honour                            | Arjun Ranavat                                 | nominacja do Nagrody Star Screen dla Najlepszego Aktora                                                                            |
| 2004 | Pobierzmy się                                     | Sameer Malhotra                               | nominacja do Nagrody Zee Cine dla Najlepszego Aktora                                                                               |
| 2004 | Do zobaczenia                                     | Rohit Manchanda                               | |
| 2004 | Dil Ne Jise Apna Kahaa                            | Rishabh                                       | |
| 2005 | Lucky: No Time for Love                           | Aditya                                        | |
| 2005 | Maine Pyaar Kyun Kiya? / Dlaczego się zakochałem? | Dr. Samir Malhotra                            | |
| 2005 | No Entry                                          | Prem                                          | nominacja do Nagrody Filmfare dla Najlepszego Aktora Komediowego, nominacja do Nagrody Zee Cine dla Najlepszego Aktora Komediowego |
| 2005 | Kyon Ki                                           | Anand                                         | |
| 2006 | Saawan: The Love Season                           |                                               | |
| 2006 | Shaadi Karke Phas Gaya Yaar                       | Ayaan                                         | |
| 2006 | Zakochać się jeszcze raz                          | Suhaan                                        | |
| 2006 | Baabul                                            | Avinash Kapoor                                | (dubbing w telugu) |
| 2007 | Wszystko dla miłości                              | Rahul                                         | |
| 2007 | Partner                                           | Prem                                          | |
| 2007 | Marigold: An Adventure in India                   | Prem                                          | |
| 2007 | Saawariya                                         | Imaan                                         | |
| 2007 | Om Shanti Om                                      | gra sam siebie                                | gościnnie |
| 2008 | Hello                                             | Chetan Bhagat                                 | gościnnie |
| 2008 | God Tussi Great Ho                                | Arun ‘AP’ Prajapati                           | |
| 2008 | Bohaterowie                                       | Hav. Balkar Singh/Lt. Jaswinder ‘Jassi’ Singh | |
| 2008 | Melodia życia                                     | Dev Y. Yuwraaj Singh                          | |
| 2009 | Wanted                                            | Radhe / Rajveer Shekhawat                     | |
| 2009 | Main Aur Mrs Khanna                               | Mr. Samir Khanna                              | |
| 2009 | Londyńskie marzenie                               | Mannu                                         | |
| 2009 | Ciekawa historia miłości Prema i Jenny            | gra sam siebie                                | gościnnie |
| 2010 | Veer                                              | Veer                                          | |
| 2010 | Prem Kaa Game                                     | The Sutradhaar narrator                       | gościnnie |
| 2010 | Dabangg                                           | Chulbul Pandey                                | nominacja do Nagroda Filmfare dla Najlepszego Aktora                                                                               |
| 2010 | Tees Maar Khan                                    | gra sam siebie                                | gościnnie w piosence |
| 2011 | Ready                                             | Prem Kapoor                                   | |
| 2011 | Bodyguard                                         | Lovely Singh                                  | |
| 2012 | Ek Tha Tiger                                      | Tiger / Manish Chandra / Avinash Singh Rathod | |
| 2014 | Kick                                              | Devi Lal Singh / Devil                        | |
| 2016 | Sultan                                            | Sultan Ali khan                               | |

## Teleturnieje telewizyjne jako prowadzący
- 10 Ka Dum (sezon 1 i 2)

- Bigg Boss (sezon 4)

## Scenarzysta
- Veer (2010)

## Producent
- Chillar Party (2011)